# Списак старих црногорских мушких имена
Списак старих црногорских имена обухвата стара имена која су карактеристична за Црну Гору. Касније су у црногорски ономастикон укључена и многа хришћанска светачка имена, а садржи и многа општа словенска имена, али се кроз историју провлаче и нека стара имена која се не срећу код других народа.
- Андраш
- Балша
- Главош
- Дељан
- Драгаш
- Ђураш
- Ђурђеш
- Илија
- Јагош
- Јакша
- Костреш
- Мираш
- Мирош
- Мрђан
- Мрђен
- Пеко
- Радич
- Црноје
- Шакоје
- Шакота
- Шћепан